# 버튼 길리암

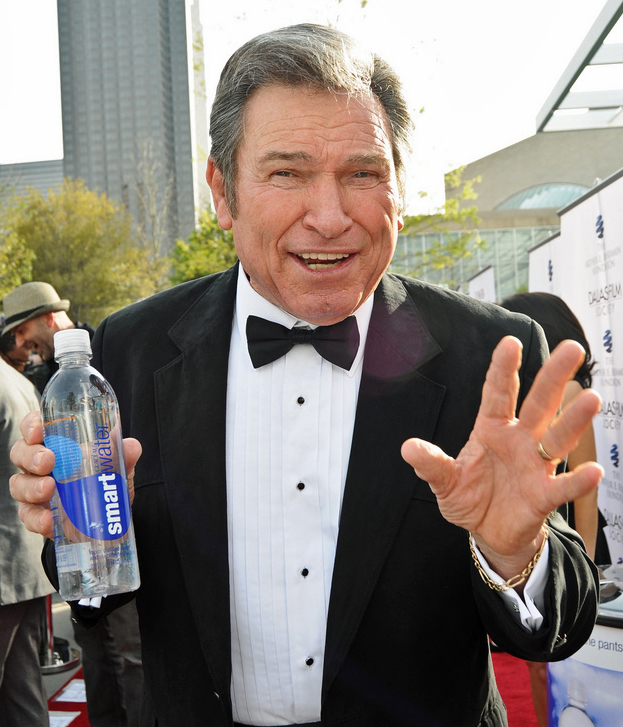

버턴 길리엄(Burton Gilliam, 1938년 8월 9일 ~ )은 미국의 배우이다.
댈러스에서 태어났다.

## 영화
- 더 럭키 맨 (2017년)
- 페인티드 우먼 (2012년) - 짐 역
- 리턴 투 벤전스 (2012년) - 레너드 역
- 브레이킹 더 프레스 (2010년)
- 지옥의 불 (2009년)
- 블루 아이즈 (2007년)
- 케이크: 어 웨딩 스토리 (2007년)
- 인스펙터 맘 (2006년)
- 킬링 다운 (2006년) - 터너 역
- 데드 섹시 (2005, Drop Dead Sexy) - 빅 텍스 역
- 사커 독 (1999년) - 메일 맨 역
- 러브 버그(영어판) (1997년)
- 살인 이중주 (1996년)
- 와일드 빌 (1995년)
- 겟어웨이 - 끝없는도주 (1994년) - 골리 역
- 새로운 전율 (1993년)
- 허니문 인 베가스 (1992년)
- 모자브 사막의 최후 2 (1990년)
- 빽 투 더 퓨쳐 3 (1990년)
- 언더러치브 (1987년)
- 후커와 스캐그 (1986년)
- 남과 북 2 (1986년)
- 후레치 (1985년)
- 해저드 마을의 듀크 가족 (1979년)
- 남과 여 2 (1977년)
- 텔레폰 (1977년)
- 최후의 징벌 (1976년)
- 잘 가요 내 사랑 (1975년)
- 앳 롱 라스트 러브 (1975년)
- 하츠 오브 더 웨스트 (1975년)
- 브레이징 새들스 (1974년)
- 클린트이스트우드의 대도적 (1974년)
- 페이퍼 문 (1973년) - 프로이드 역
- 비치 브랭켓 빙고 (1965년)